# Gustavo Zagrebelsky
Gustavo Zagrebelsky (San Germano Chisone, 1º giugno 1943) è un giurista italiano, giudice costituzionale dal 1995 al 2004 e presidente della Corte costituzionale nel 2004.

## Biografia
Di origine russa, è fratello minore del magistrato Vladimiro Zagrebelsky. Socio Costituzionalista dell'Associazione Italiana dei Costituzionalisti, già professore ordinario di Diritto Costituzionale presso l'Università di Torino e presso l'Università degli Studi di Sassari, è stato nominato giudice costituzionale dal presidente della Repubblica Oscar Luigi Scalfaro il 9 settembre 1995, prestando giuramento il 13 settembre 1995. Il 28 gennaio 2004 è stato eletto presidente della Corte costituzionale, carica che ha ricoperto fino allo scadere del suo mandato il 13 settembre 2004.
Professore emerito della Facoltà di Giurisprudenza dell'Università degli Studi di Torino dal 2009, Zagrebelsky è attualmente docente di Diritto costituzionale e Teoria generale del diritto pubblico presso il Dipartimento di Giurisprudenza di Torino e docente a contratto presso l'Università degli Studi Suor Orsola Benincasa di Napoli. Inoltre, è docente di Elementi di diritto presso l'Università Vita-Salute San Raffaele di Milano.
Collabora con alcuni dei più importanti quotidiani italiani (La Repubblica, La Stampa) ed è socio corrispondente dell'Accademia nazionale dei Lincei e socio nazionale dell'Accademia delle Scienze di Torino. Nel suo pensiero giuridico è rintracciabile una visione dualistica del diritto, diviso in lex e ius, concetti riconducibili ai lati formale e sostanziale del diritto. Zagrebelsky afferma l'importanza della duplicità degli aspetti del diritto, evidenziando il pericolo derivante dall'acriticità di un diritto solo formale o solo sostanziale. Una visione dualistica che nello Stato attuale a suo avviso si è persa, a favore di un nichilismo giuridico.
È autore di una pluriennale opera di analisi e di riproposizione di alcuni autori classici del pensiero giuridico novecentesco, come Piero Calamandrei, Costantino Mortati e Rudolf Smend.

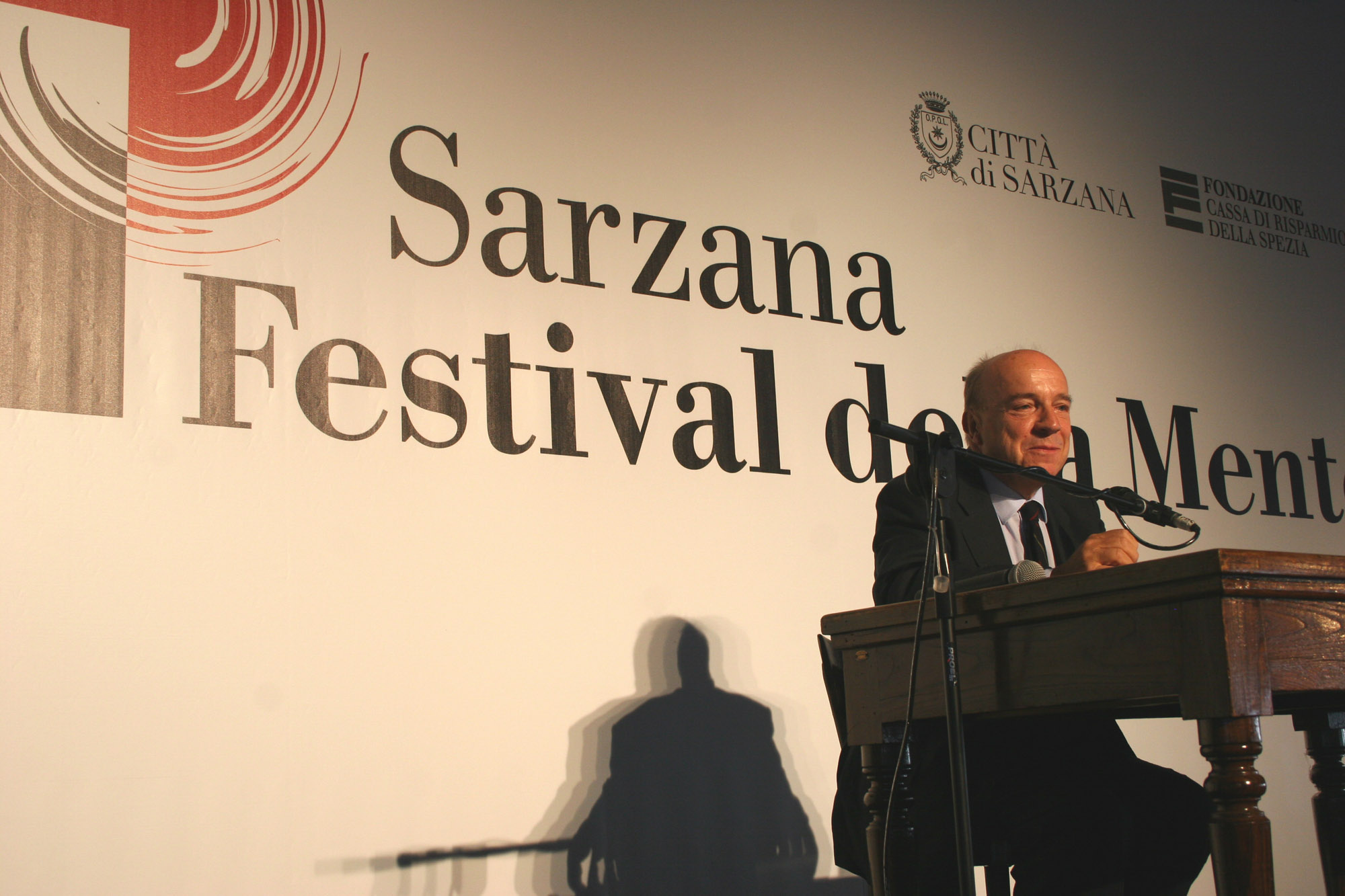
Gustavo Zagrebelsky al Festival della Mente 2012

Negli ultimi anni è ripetutamente intervenuto nel dibattito pubblico italiano, avversando le posizioni politiche e culturali dei cosiddetti atei devoti e in particolare sulla laicità dello Stato e lo spirito concordatario: molti di questi saggi sono raccolti nel volume Contro l'etica della verità, pubblicato dall'editore Laterza.
Negli anni 2015-2016 si è battuto in prima linea contro la riforma costituzionale fortemente voluta dal Governo Renzi. Ha contribuito alla fondazione del Coordinamento per la democrazia costituzionale e del Comitato per il No nel referendum sulle modifiche alla Costituzione di cui è Presidente Onorario. In vista del referendum confermativo del 4 dicembre 2016 ha rappresentato la posizione del "No" in numerosi dibattiti pubblici e televisivi, compreso un confronto con il presidente del Consiglio Matteo Renzi andato in onda sulla rete LA7 il 30 settembre 2016.
È presidente onorario dell'associazione Libertà e Giustizia e presidente della Biennale Democrazia.
Ha curato la riedizione di Lettere di condannati a morte della Resistenza italiana (8 settembre 1943 - 25 aprile 1945), pubblicata presso Einaudi nel 2002 con una sua nota introduttiva.
Nel 2020, in occasione del referendum confermativo della riduzione del numero dei parlamentari, ha difeso le ragioni della riforma, non sostenendo però apertamente il Sì e anzi favorendo l'astensione, poiché entrambe le risposte avrebbero valide ragioni.

## Opere
- Sulla consuetudine costituzionale nella teoria delle fonti del diritto, Torino, UTET, 1970.
- "Non manifesta infondatezza" e "rilevanza" nella instaurazione incidentale del giudizio sulle leggi, Milano, Giuffrè, 1972 (con Franco Pizzetti).
- Amnistia, indulto e grazia: profili costituzionali, Milano, Giuffrè, 1974.
- La giustizia costituzionale, Bologna, Il Mulino, 1977; seconda edizione 1988.
- Le immunità parlamentari: natura e limiti di una garanzia costituzionale, Torino, Einaudi, 1979.
- Parlamento europeo forze politiche e diritti dei cittadini, Milano, F. Angeli, 1979.
- La formazione delle leggi, Torino, Einaudi, 1979 (con Sergio Bartole, Antonio Cassese, Andrea Giardina, Alessandro Pace, Livio Paladin).
- Il sistema costituzionale delle fonti del diritto, Torino, UTET, 1984.
- Manuale di diritto costituzionale, vol. I, Le fonti del diritto, Torino, UTET, 1987.
- La giustizia costituzionale, Bologna, Il Mulino, 1988.
- Società, stato, costituzione: lezioni di dottrina dello stato degli anni acc. 1986-1987 e 1987-1988, a cura di Nicolò Zanon, Torino, Giappichelli, 1988.
- Processo costituzionale, Milano, Giuffrè, 1989.
- Il diritto mite. Legge, diritti, giustizia, Torino, Einaudi, 1992.
- Questa Repubblica. Corso di educazione civica per le scuole superiori, Firenze, Le Monnier, 1993
- Il federalismo e la democrazia europea, Roma, NIS, 1994.
- Il «crucifige!» e la democrazia, Torino, Einaudi, 1995.
- Il futuro della Costituzione, Torino, Einaudi, 1996 (con Pier Paolo Portinaro e Jörg Luther).
- Le tortuose vie dell'ammissibilità referendaria, Torino, Giappichelli, 2001 (con Franco Modugno).
- Diritti e costituzione nell'Unione Europea, Bari, Laterza, 2003.
- La domanda di giustizia, Torino, Einaudi, 2003 (con Carlo Maria Martini).
- La leggenda del grande inquisitore, Brescia, Morcelliana, 2003.
- Principî e voti. La Corte costituzionale e la politica, Torino, Einaudi, 2005.
- Norberto Bobbio tra diritto e politica, Bari, Laterza, 2005 (con Massimo L. Salvadori, Riccardo Guastini, Michelangelo Bovero, Pier Paolo Portinaro, Luigi Bonanate).
- Essere delle istituzioni, Napoli, Editoriale Scientifica, 2005.
- Fragilità e forza dello stato costituzionale, Napoli, Editoriale Scientifica, 2006.
- Imparare democrazia, Torino, Einaudi, 2007.
- Lo Stato e la Chiesa, Roma, La biblioteca di Repubblica, 2007 (raccolta di articoli pubblicati nelle pagine de «La Repubblica»).
- Giuda. Il tradimento fedele, Brescia, Morcelliana, 2007.
- La virtù del Dubbio. Intervista su etica e diritto, a cura di Geminello Preterossi, Bari, Laterza, 2007.
- Il giudice delle leggi artefice del diritto, Napoli, Editoriale Scientifica, 2007.
- Contro l'etica della verità, Bari, Laterza, 2008.
- La legge e la sua giustizia, Bologna, Il Mulino, 2009.
- Intorno alla legge, Torino, Einaudi, 2009.
- Scambiarsi la veste, Bari, Laterza, 2010.
- L'esercizio della democrazia, Torino, Codice, 2010.
- Sulla lingua del tempo presente, Torino, Einaudi, 2010 (Collana: «Le vele»), ISBN 978-88-06-20774-8.
- La felicità della democrazia. Un dialogo, Bari, Laterza, 2011 (con Ezio Mauro)  ISBN 978-88-420-9642-9).
- Fondata sulla cultura. Arte, scienza e Costituzione, Torino, Einaudi 2014 (Collana: «Le vele»), ISBN 978-88-06-21820-1.
- Liberi servi. Il Grande Inquisitore e l'enigma del potere, Torino, Einaudi 2015 (Collana: «Saggi»), ISBN 978-88-06-20458-7.
- Loro diranno, noi diciamo. Vademecum sulle riforme istituzionali, Bari, Laterza 2016 (Collana: «Saggi Tascabili»), ISBN 978-88-581-2516-8.
- Senza adulti, Torino, Einaudi, 2016 (Collana: «Le vele»), ISBN 978-88-062-2913-9.
- Diritti per forza, Torino, Einaudi, 2017 (Collana: «Le vele»), ISBN 978-88-062-3452-2.
- Il legno storto della giustizia, Milano, Garzanti, 2017 (con Gherardo Colombo).
- Diritto allo specchio, Torino, Einaudi, 2018, ISBN 9788858428269.
- Mai più senza maestri, Bologna, Il Mulino, 2019, ISBN 978-88-15-28078-7.
- La Giustizia come professione, Torino, Einaudi, 2021, ISBN 978-88-06-24552-8.
- Qohelet. La domanda, Bologna, Il Mulino, 2021, ISBN 978-88-15-29175-2.
- Chi vogliamo e chi non vogliamo essere, Milano, Mondadori Education, 2021, ISBN 978-88-00-35985-6.
- La lezione, Torino, Einaudi, 2022, ISBN 978-88-58-44107-7.
- Tempi difficili per la Costituzione: Gli smarrimenti dei costituzionalisti, Laterza, 2023, ISBN 978-88-58-15140-2.

## Premi
- 2009: Premio Nazionale Letterario Pisa sezione di Saggistica;[14]
- 2017: Premio Sila alla carriera[15]